# Wilhuff Tarkin
Wilhuff Tarkin kormányzó (később nagymoff), a Csillagok háborúja filmek és más, erre épülő alkotások egyik szereplője. Darth Vader mellett a Csillagok háborúja IV: Egy új remény filmben ő a gonosz Galaktikus Birodalom másik vezetője. Abban a filmben a pályája vége felé járó brit színész, Peter Cushing személyesítette meg. Az előzményeket elmesélő Csillagok háborúja trilógiában rövid cameóként a Csillagok háborúja III: A Sith-ek bosszúja részben Wayne Pygram játszotta el szerepét. Szintén szerepelt a rádiós változatban is, ahol Keene Curtis formálta meg. Tarkint „a Csillagok Háborúja történet egyik legfélelmetesebb intrikusának” nevezték.

## Rangjai

### Galaktikus Köztársaság
- Kapitányként Even Piell Jedi Tábornok alatt szolgált.
- Admirálisi rangban a Stratégiai tanácsadó sejt tagja.
- Főadmirálissá léptetik elő, amiért kivizsgálta a Jedi Templom bombázását a klónok háborúja során.

### Galaktikus Birodalom
- A Birodalom megalakulása után a Császár kormányzói rangra léptette elő Trakint.
- Moffi rangot kapott.
- Végül az első Nagymoffá léptették elő, ezzel az  Outer Rim kormányzójává vált.
- AZ Első Halálcsillag parancsnokává kiáltja ki magát

## Életrajza

### Korai évei (Y. e. 64 – Y. e. 29)
Tarkin, úgy, mint fiatalabb testvére Gideon, csatlakozott a Köztársaság Külső Területi Biztonsági Erőkhöz. Ez a rendfenntartó erő felügyelte az Eriadu és más peremvilágok körüli űrt, biztosítva a kereskedelmi utak védelmét a kalózok ellen. Y. e. 44-ben feleségül vett egy gazdag nőt a phelarioni Motti dinasztiából, fontos kapcsolatokat szerezve a család által. Alkalmi coruscant-i útjai során megismerkedett a hasonló korú Raith Sienar-al, és a Sienar Technologies egy mérnökével, Bevel Lemeliskel. Tarkin parancsnoki fokozatot szerzett mielőtt leszerelt volna Külső Területi Biztonsági Erőktől, hogy politikai pozíciót foglaljon el hazájában. Családi kapcsolatai révén elnyerte az Eriadu kormányzója címet. Gyorsan beleásta magát Eriadu politikai és gazdasági szférájába fényűző tengerparti rezidenciájáról kormányozva. Annak érdekében, hogy Eriadu hajóépítő üzemeit továbbra is elássa értékes lommite érccel, Tarkin versenyt hirdetett két dorvalla-i bányásztársaság között, a Lommite és az Inte Galactic Ore között. A két vállalat versenybe szállt, hogy Eriadura szállítsák az ércet, de szállítóhajóikat szabotálták, így azok egymásnak ütköztek. 
A katasztrófa szabaddá tette az utat a Kereskedelmi Szövetségnek, hogy rátegye kezét Dorvalla lommite iparára. Fél évvel a nabooi csata előtt Tarkin Kormányzó vendégül látta Palpatine szenátort saját rezidenciáján, amíg az eriadui kereskedelmi konferencia zajlott. Bár sokan azt hitték, hogy Valorum főkancellár lesz a célpontja egy esetleges támadásnak, kiderült, hogy az igazi célpontok a Kereskedelmi Szövetség Igazgatóságának nem neimoidia-i tagjai voltak, amely merényletet Darth Sidious szervezett meg. Tarkin hátráltatta a Köztársaság nyomozását azáltal, hogy nem adott hozzáférést a tanúkhoz és kulcsfontosságú bizonyítékokat hagyott eltűnni. Palpatine főkancellárrá választása jelentős politikai eltolódást jelentett, és ezt Tarkin rögtön észrevette. A galaktikus kormány, hatalmas és titokzatos tagjainak köreiben mozgott és felfogta, hogy az emberek nem az idegenek vagy a természetfeletti Jedi vajákosok lesznek az eljövendő Új Rend előmozdítói. Láthatatlan felettesei utasítási alapján, egy elromlott droidot helyezett el a Jedi Templom közelében, tudván, hogy egy mechanikai tehetséggel megáldott ifjú padawan, Anakin Skywalker beviszi a templomba és megjavítja. 
Ezentúl a droid Tarkin szemévé és fülévé vált a Jedi templomban, lehetőséget teremtve arra, hogy beleláthasson a Jedi Tanács titkos munkálataiba. Palpatine főkancellár visszahívta a Biztonsági Erők kötelékébe, és áthelyeztette Eriaduról Coruscantra. Y. e. 29-ben Tarkin lehetőséget látott az előrejutásban azáltal, hogy szerez egy példányt a legendás élő hajókból a Zonama Sekot bolygóról. Felkereste régi barátját, Raith Sienart és meggyőzte, hogy vezessen egy küldetést a Külső Peremen lévő bolygóhoz. Tarkin követte, de mire megérkezett a köztársasági erősítéssel Zonama Sekothoz, Anakin Skywalker és Obi-Wan Kenobi szinte lehetetlenné tették bárki számára is, hogy kihasználják a bolygó élő technológiáját. Tarkin rövid időre találkozott az ifjú Anakinal, aki az Erő segítségével próbálta megfojtani az idősebb férfit. Hogy tisztázza magát a zonama sekoti fiaskó után, Tarkin megszerezte Sienartól egy hold-méretű felderítő harci kisbolygó terveit, amit eljuttatott az érdeklődő Palpatine-nak.

### A Sötét Idők (Y. e. 19 – 0)
Miután Palpatine megszervezte a Birodalmat, Tarkin gyorsan emelkedett felfelé. Y. e. 18 egy ghormani Birodalmi adóztatás ellen tartott tüntetésen szállítóhajójával egyenesen a feldühödött tömeg közepére landolt, összezúzva és megölve százakat. A ghormani mészárlás néven elhíresült eset késztette Bail Organat és Mon Mothmat arra, hogy nyílt lázadásban kezdjenek gondolkodni, egyúttal megszerezte Tarkin számára a moff címet. Tarkin, egy újfajta politikai nézetet is kialakított, amit később "Tarkin doktrína" néven is emlegettek, ami a vezető elvet képviselte a Birodalmi politikában. Ez a félelemre alapuló kormányzás elve volt. Y. e. 5 Gideon Tarkin az erhynraddi zendülés alkalmával életét vesztette. Családjába fogadta Gideon lányát, Rivochet, és eriadui családi rezidenciájára vitte, ám nem láthatta előre, hogy Rivoche Tarkin a Lázadó Szövetség legsikeresebb beépített ügynökévé válik. Tarkin létrehozott egy töltőállomást a Ryloth-on, ahol felfogadott egy tehetséges Twi’lek tudóst, Tol Sivront. Hogy még több ilyen tehetséget szerezzen, létrehozott egy keringő állomást az Omwat peremvilág felett, ahol a helyi gyerekeket erőltetett tanulásra kényszerítette. Azok, akik megbuktak, végignézték, hogyan égeti szénné városukat egy Csillagromboló turbólézere. 
Az osztály egyetlen, sikeresen végzett diákja Qwi Xux volt. Ezek után a Bendő halmaznál teljes titokban Tarkin utasítására létrehozták a Bendő Bázist, amiről senki, még a Császár sem tudott és a védelmére Tarkin Daalat bízta meg. Tarkin Moff számos sikerével elégedetten, Palpatine megtette őt első nagymoffnak, ezzel korlátlan végrehajtói hatalmat adva kezébe a Külső Főszektorban. Tarkin végleg visszaköltözött Eriadu-ra, hogy onnan irányítsa saját új uradalmát. Nem sokkal később Tarkin szert tett egy új háziállatra, egy Ackbar nevű rabszolgára a nemrég behódoltatott Mon Calamari bolygóról. Tarkin a Halálcsillag főmérnökével, Bevel Lemeliskel indult útnak, hogy átvegye életműve fölött a parancsnokságot. Gépük pilótája, a Mon Calamari szolga, Ackbar volt. Amint a Lambda-osztályú sikló kikerült az Eriadu körzetéből, három, a Lázadók felségjelét viselő Y-szárnyú támadt az űrjárműre. 
A szitává lőtt sikló egyetlen lehetséges menekülési útvonala a hipertéren keresztül lett volna megvalósítható, azonban Ackbar, a gép pilótája Tarkin Nagymoff parancsát megtagadva kikapcsolta a gép hajtóműveit. Tarkin és a főkonstruktőr, a hajó mentőkapszulájával katapultáltak. Lemelisk visszanézve a siklóra, megdöbbenve látta, hogy a lázadók gépei levegőt kezdtek pumpálni a rommá lőtt hajóba. Ha Tarkin nem úgy gondolta volna, hogy a halszerű pilóta csupán egyetlen a számtalan alacsonyrendű idegen lények közül, akkor azt kellett volna hinnie, hogy szabályos mentőakciót látott. Még mielőtt a Lázadók a mentőkapszula után eredhettek volna, helyszínre érkezett Motti Admirális Csillagrombolója az Allecto, ami Tarkinéknak a menekülést hozta. Rövid idővel ezután a kormányzó végül is átvette a Halálcsillag parancsnokságát.

### Az Alderaan megsemmisítése és a yavini csata (0)
Miután megépült a Halálcsillag, Tarkin első tette, mint a Halálcsillag parancsnoka az volt, hogy elpusztította azt a Despayre nevű börtönbolygót, amely körül az állomás keringett. Vérszemet kapva attól, hogy milyen jól működött a dolog, házassága révén rokonává vált Motti admirálissal hosszú távú stratégiát kezdtek kitervelni. A harcállomás bolygózúzó fegyvere még Palpatine sötét művészeténél is hatalmasabbnak tűnt. Tarkin nem tudott mást tenni, mint elképzelni, mekkora adu lenne a kezében, ha a Halálcsillag szuperlézerét a Coruscant bolygóra irányítaná. Hogy elejét vegye az ilyenfajta árulásnak, Palpatine elküldte Vadert a harcállomásra. Miután Leia hercegnő vonakodott elárulni a Lázadók titkos bázisának helyét, és helyette a távoli Dantuint nevezte meg (ahol valamikor valóban volt a lázadóknak bázisuk, de azt régen elhagyták, Tarkin elpusztította az Alderaan bolygót saját ötletétől vezérelve anélkül, hogy előtte egyeztetett volna az Uralkodóval, majd a Lázadók Yavin-4-en lévő bázisa felé indult.
Mindvégig a főhídon maradt és saját hatalmától elvakulva halt meg. Hogy eltussolják a yavin-i fiaskót, Birodalmi hírügynökségek azt jelentették, hogy Tarkin egy hajóbalesetben halt meg a tallaani hajógyáraknál. Ardus Kaine nagymoff vette át Tarkin posztját.

## Megjelenése
| Név                                     | Eredeti név                                 | Típus                  | Év        | Színész                  | Magyar Hang           |
| --------------------------------------- | ------------------------------------------- | ---------------------- | --------- | ------------------------ | --------------------- |
| Star Wars IV. rész – Egy új remény      | Star Wars Episode IV – A New Hope           | film                   | 1977      | Peter Cushing            | Versényi László       |
| Star Wars III. rész – A sithek bosszúja | Star Wars Episode III – Revenge of the Sith | film                   | 2005      | Wayne Pygram             | nem szólal meg        |
| Star Wars: A klónok háborúja            | Star Wars: The Clone Wars                   | 3D-s animációs sorozat | 2008-2021 | Stephen Stanton (hangja) | Zöld Csaba            |
| Star Wars: Lázadók                      | Star Wars Rebels                            | 3D-s animációs sorozat | 2014-2018 | Stephen Stanton (hangja) | Gubányi György István |
| Zsivány Egyes – Egy Star Wars-történet  | Rogue One: A Star Wars Story                | film                   | 2016      | Guy Henry                | Ujréti László         |
| Star Wars: A Rossz Osztag               | Star Wars: The Bad Batch                    | 3D-s animációs sorozat | 2021-     | Stephen Stanton (hangja) | Ujréti László         |

## Ábrázolása

### Filmek
Az Egy új remény című részben Tarkin a Birodalmi Külső Régiók kormányzója és a Halálcsillag irányítója. Darth Vaderrel közösen azzal vádolják őket, hogy megtámadták és elpusztították a Lázadó Szövetséget. Leia Organa hercegnőt azzal fenyegeti meg, hogy ha nem mutatja meg neki a Szövetség központját, elpusztítja szülőbolygóját, az Alderaant. Mikor Leia egy másik bolygó nevét mondja meg, Tarkin akkor is úgy dönt – látszólag a császár beleegyezése nélkül, – hogy így is elpusztítja az Alderaant. Tarkin akkor hal meg, mikor a film tetőpontján Luke Skywalker megsemmisíti a Halálcsillagot.
Tarkin ezen kívül szerepel még a 19 évvel korábban játszódó Sith-ek bosszújában, mikor Vaderrel és a császárral közösen nézik a Halálcsillag elkészítését.

### Kiterjesztett Univerzum
A Csillagok Háborúja Kiterjesztett Univerzumában Tarkin szerepel még a Darth Maul: Saboteur és a Dark Lord: The Rise of Darth Vader történetekben. A West End Games szerepjáték használati utasításában szerepel a „Tarkin Doctrine”, mely a félelmen s nem magán az erőn keresztüli uralkodásra helyezi a hangsúlyt. Szerepel a Legacy of the Force történetgyűjteményben is, ahol Anakin Skywalkerrel közösen a Zonama Sekoton vannak.